# Michele Vecchio
Michele Vecchio (Acireale, 29 marzo 1730 – Acireale, 14 aprile 1799) è stato un pittore italiano.
In attività principalmente nell'acese, ma anche a Roma, Messina e Malta.

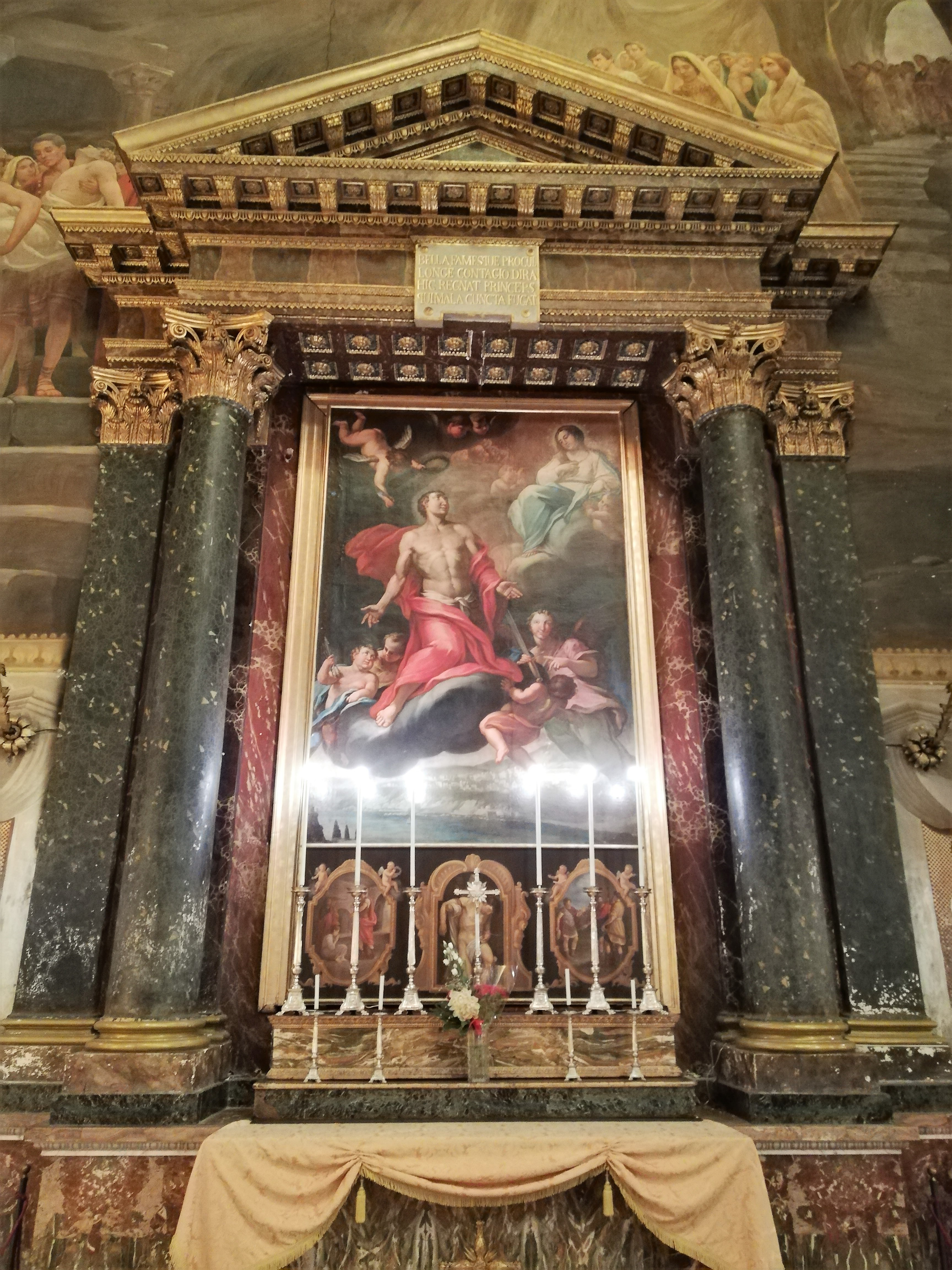
San Sebastiano in Gloria, basilica collegiata di San Sebastiano di Acireale.

## Biografia
Michele Giuseppe Eustachio Giovanni Vecchio fu un pittore siciliano del XVIII secolo, figlio di Ignazio e Anna Maria Vasta, quest'ultima sorella del pittore acese Pietro Paolo Vasta. 
I fratelli di Michele furono almeno otto: nel 1722 nacquero i gemelli Giuseppe e Alessandro, il primo diventò prete, il secondo morì prematuramente, nel 1724 Alfia, nel 1725 Caterina che morì presto, nel 1727 Caterina, nel 1730 Michele, che diventò pittore, nel 1733 Alessandro, nel 1735 Antonia, nel 1738 Marcello che diventò prete.
Sin da piccolo Michele mostrò di essere portato per la pittura, infatti frequentò la bottega dello zio Pietro Paolo Vasta dove apprese i primi insegnamenti. Presto si trasferì a Roma per studiare arte. Prima di recarsi a Roma, verso il 1750-1751 si trasferì a Palermo dal suo amico e collega Vito D'Anna, entrambi erano stati allievi di Paolo Vasta. Quando l'artista acese giunse a Palermo, il D'Anna era appena tornato da Roma e dipingeva in quel periodo gli affreschi della chiesa di Santa Caterina, quelli del Palazzo Benenati Ventimiglia e della Chiesa dei Tre Re. 
Il Vecchio studiò a Roma non solo le materie attinenti alla pittura, ma anche materie come la filosofia e la letteratura, tanto da essere considerato un buono scienziato ed un ottimo scrittore che nello scrivere riusciva ad innalzare i migliori sentimenti sia in poesia che in prosa; il Grassi, scrittore di inizio ‘800, lo considerava un uomo “d'animo coltissimo e bello”, persona generosa e seria.
A Roma Michele frequentò l'Accademia Pontificia Nazionale di San Luca, una delle più importanti e antiche istituzioni presenti a livello internazionale nel campo dell'arte.
Arrivato a Roma, dopo poco tempo, nel settembre del 1755 vinse il terzo premio del Concorso dell'Accademia del Nudo (la direzione della scuola spettava all'Accademia di San Luca). L'anno successivo, dicembre 1756, il giovane artista si classificò nuovamente al terzo posto col disegno che rappresentava la scena di Caino e Abele (un uomo nudo che tiene una mazza nella mano destra nell'atto di colpire altro uomo accasciato su una grande pietra).
Nel 1758 M. Vecchio vinse il terzo premio del concorso Clementino della prima classe di pittura bandito sempre dall'Accademia di San Luca in Roma (I premio Gio Battista Tempesti, II premio Eugenio Porretta). In quel periodo era principe dell'Accademia il pittore Placido Costanzi. Il tema era: L'istituzione del Santissimo Sacramento dell'Eucaristia, che fece nostro Signore nel Cenacolo. 
All'edizione successiva del concorso, anno 1762, quando Principe dell'Accademia era lo scultore Filippo della Valle, Michele Vecchio si classificò secondo (I premio Pietro Angeletti, III premio Raffaele Segini). Il tema era: “Arrivato che fu Giacobbe in Egitto, inviò innanzi a sé Giuda, per avvisare Giuseppe di sua venuta, affinché venisse a vederlo nella terra di Gessen; Giuseppe vi venne subito ch'egli seppe esservi giunto suo padre, e gettatosigli sul collo lo abbraccia teneramente piangendo”. Gen. cap. 46.
Visse a Roma circa 10 anni e fra le tante opere dipinse la Madonna dell'Odigitria, patrona della Sicilia, nella omonima chiesa di Maria Santissima dell'Odigitria della Confraternita dei Siciliani residenti a Roma. Il Vecchio fu confratello di detta Confraternita e ricoprì l'importante carica di Guardiano dal 1759 al 1762.
La fama per le grandi doti artistiche di Michele Vecchio si era diffusa tra porporati e sovrani del tempo e nel 1763 l'artista venne invitato dall'Imperatrice d'Austria Maria Teresa presso la Corte di Vienna per insegnare disegno.
A Vienna, a causa del clima invernale rigido, si ammalò e dopo soli sei mesi dovette rinunziare al prestigiosissimo incarico per ritornare a Roma, dove riuscì a guarire.
Nel 1764 si trasferì a Messina in quanto Giovanni Alliata, principe di Villafranca, e Girolama Alliata della stessa famiglia nobile e potente cercavano un eccellente pittore al quale far dipingere, a loro spese, tutta la chiesa del monastero dell'Immacolata Concezione sotto il titolo di Santa Teresa ai Gentilmeni in Messina. Il terremoto del febbraio 1783 distrusse tutto. Le pareti furono successivamente rifatte ed affrescate da Giuseppe Crestadoro.
Tornato nel 1766 ad Acireale, non trovò grandi elogi e spazi per esprimere l'eccellenza dell'arte raggiunta a seguito degli apprendimenti e delle importanti esperienze fuori patria, sia perché importanti pittori acesi avevano già pitturato i maggiori siti religiosi e civili della città, sia perché il cugino Alessandro Vasta, godendo della fama del padre Paolo, riusciva più facilmente ad ottenere incarichi.
Michele non rimase molto tempo ad Acireale, si trasferì a Malta per poi tornare nell'ottobre del 1771. Nel dicembre del 1778, tornando da Palermo, dove si era dovuto recare in tribunale per una controversia, durante il viaggio di ritorno su di una feluca, il mare tempestoso fece cadere in acqua tutte le opere che il pittore aveva portato con sé.
Nel 1780, all'età di cinquant'anni, si sposò con l'acese Maria Petralia, vent'anni più giovane. 
Dal matrimonio tra Michele e Maria nacquero cinque figli: il primogenito Ignazio, nato nel gennaio del 1781, Giuseppe, nato nel 1782, Anna Maria, nata nel gennaio del 1784, Giovanna, nata nel 1785, Venera, nata nel 1787.
La famiglia dell'artista abitava in una agiata casa terranea di proprietà di cinque vani (a quei tempi cinque vani erano tanti), sita nel quartiere di S. Michele Arcangelo esattamente nella strada Dafnica.
Michele Vecchio rimase in patria fino alla morte avvenuta non in età molto avanzata, a 69 anni, il 14 aprile 1799; il funerale fu solenne e grandioso, vi presero parte numerosi concittadini; nel giorno della morte ci fu come un risveglio di sentimenti nei governanti e nel popolo nei confronti dell'artista onesto e modesto non apprezzato adeguatamente in vita, già da quel giorno essi iniziarono a comprendere la grande personalità che era scomparsa. Il corpo fu sepolto nella tomba della famiglia Lanzafame costruita nel 1709 nell'attuale cattedrale di Maria Santissima Annunziata di Acireale.
Il sacerdote Antonino Calì Sardo nel 1836 scrisse: "fu sempre il Vecchio magnanimo nelle avversità: non sentì giammai l'invidia: non piegò a bassezza di operare: non fece mai buon viso all'intrigo: non venne mai a patto col vizio. Fu religioso di mente e di cuore; e in seno alla Religione, da cui traeva conforti nelle perenni sventure sue, spirava gli ultimi aneliti nel 14 aprile del 1799 compianto da tutti i suoi concittadini".

## Opere
La pittura di M. Vecchio ha seguito, come spesso accade negli artisti, un'evoluzione nel corso del tempo; il pittore, a seguito degli studi effettuati a Roma, portò in Sicilia l'arte della pittura romana del ‘700, corresse il nudo, modificò i colori fino a giungere ad uno stile elegante facilmente verificabile mettendo a confronto le prime opere con quelle intermedie, mentre quelle finali risentono del fatto che in patria purtroppo si dovette adeguare alle richieste dei committenti, i quali erano abituati alle opere locali che seppur a volte mancavano di eccellenza, ma erano quelle che piacevano.
L'originalità, la perfezione delle forme erano le caratteristiche principali, ma anche la ricchezza dei colori e di personaggi.
Lo stesso Grassi nella prima metà del XIX secolo descrisse minuziosamente tre opere realizzate dall'artista sotto il bel cielo di Roma. La prima opera è un dipinto largo 4 palmi siciliani ed alto 3,5; in esso viene rappresentata la scena del ritorno vittorioso di Gefte (Iefte) dopo la vittoria sugli Ammoniti. La seconda opera descritta da Mariano Grassi ha le stesse dimensioni della prima e rappresenta un altro personaggio della Bibbia, Giuseppe, raffigurato nel momento in cui viene abbracciato dal padre, Giacobbe, dopo tanti anni di lontananza. Questa tela rappresenta la stessa scena dell'opera realizzata da Michele Vecchio nel 1762 all'Accademia di S. Luca in Roma che lo ha visto vincere il secondo premio del Concorso Clementino. La terza tela ha dimensioni minori delle prime due, larghezza palmi 2,5 e altezza palmi 3,5, ma per questo non meno bella. Viene rappresentato altro personaggio biblico della Genesi, Rebecca; si tratta dell'episodio narrato nella Genesi secondo il quale Abramo mandò il servo Eliezer al suo paese d'origine a scegliere una sposa per il figlio Isacco, questi, giunto nei pressi di un pozzo vicino alla città di Nacor in Mesopotamia, scorse Rebecca figlia di Bethuel, una donna che poteva essere quella predestinata. 
Alcune delle opere ancora esistenti:
- San Cristoforo, chiesa Sant'Antonio di Padova di Acireale.
- Santa Cecilia, chiesa Sant'Antonio di Padova di Acireale.
- San Sebastiano in gloria, Cappella di San Sebastiano, braccio transetto destro, basilica collegiata di San Sebastiano di Acireale.
- San Giuseppe con bambino Gesù, Cuore di Gesù, San Giovanni Evangelista, San Giovanni Battista, chiesa di Santa Maria La Scala, Acireale.
- Sacra Famiglia, Acireale.
- Felice V antipapa, Pinacoteca Zelantea di Acireale.
- Sant'Espedito, chiesa di Gesù e Maria di Acireale.
- San Benedetto ai piedi della Madonna, Museo Civico di Asti.
- Ciclo, affreschi raffiguranti l'Estasi di San Francesco d'Assisi, San Giovanni evangelista a Patos, l'Incoronazione della Vergine della volta della chiesa di Sant'Antonio da Padova di Belpasso.
- Ciclo, affreschi rappresentanti le virtù teologali nei quattro angoli che sorreggono la cupola della basilica di Sant'Antonio Abate in Aci Sant'Antonio (1777).
- Disegno, delle tre statue del prospetto della chiesa di San Michele in Acireale raffiguranti San Gabriele, San Michele e San Raffaele.

Michele Vecchio fu, inoltre, il progettista, il disegnatore di diverse belle statue realizzate in legno dal grande mastro d'ascia acese Ignazio Castorina Canzirri, opere lignee nelle quali si riscontrano i caratteri del barocco, ad esempio la statua raffigurante l'Arcangelo Raffaele, nell'omonima chiesa in Acireale, il Longino, la Veronica, l'Annunziata con l'Angelo nell'omonima chiesa in Acireale, le statue di Sant'Alfio, San Cirino e San Filadelfo nella chiesa di Sant'Alfio in Giarre, il Cristo risuscitato.